# Букцоц
Букцоц (исп. Buctzotz) — посёлок в Мексике, штат Юкатан, входит в состав одноимённого муниципалитета и является его административным центром. Численность населения, по данным переписи 2010 года, составила 7515 человек.

## Общие сведения
Название Buctzotz с майяского языка можно перевести как волосатая или шерстяная одежда.
Поселение было основано в доиспанский период, но первое упоминание относится только к XVI веку, когда была основана церковь Святого Исидора Лабрадора.